# Bergtjärnen (Stensele socken, Lappland, 723902-153277)
Bergtjärnen är en sjö i Storumans kommun i Lappland och ingår i Umeälvens huvudavrinningsområde. Sjön har en area på 0,0604 kvadratkilometer och ligger 414,1 meter över havet.

## Delavrinningsområde
Bergtjärnen ingår i det delavrinningsområde (723899-153421) som SMHI kallar för Utloppet av Sakträsket. Medelhöjden är 391 meter över havet och ytan är 5,29 kvadratkilometer. Räknas de 15 avrinningsområdena uppströms in blir den ackumulerade arean 275,23 kvadratkilometer. Långvattsbäcken (Ullisbäcken) som avvattnar avrinningsområdet har biflödesordning 2, vilket innebär att vattnet flödar genom totalt 2 vattendrag innan det når havet efter 293 kilometer. Avrinningsområdet består mestadels av skog (86 procent). Avrinningsområdet har 0,57 kvadratkilometer vattenytor vilket ger det en sjöprocent på 10,8 procent.